# Соларусса
Соларусса (італ. Solarussa, сард. Solarussa) — муніципалітет в Італії, у регіоні Сардинія,  провінція Ористано.
Соларусса розташована на відстані близько 390 км на південний захід від Рима, 90 км на північний захід від Кальярі, 11 км на північний схід від Ористано.
Населення — 2448 осіб (2014).
Щорічний фестиваль відбувається 29 червня. Покровитель — San Pietro.

## Демографія
Населення за роками:

Станом на 1 січня 2023 року в муніципалітеті офіційно проживало 30 іноземців з 12 країн, серед них 5 громадян країн Євросоюзу та 5 громадян України.

## Сусідні муніципалітети
- Бауладу
- Ористано
- Паулілатіно
- Сіамаджоре
- Сімаксіс
- Траматца
- Церфаліу